# 1,4-Bensokinon
1,4-Bensokinon, C6H4O2, med kortnamnet kinon, är den enklaste kinonen. Framställdes första gången år 1838 av Aleksandr Voskresenskij genom oxidation av kinasyra.

## Egenskaper
Ämnet bildar gula kristaller med en karakteristisk irriterande lukt liknande klor. Med hydrokinon bildar den kinhydron. Molekylen är multifunktionell och uppvisar egenskaper som hos en keton. Kinon är känslig mot både starka syror och alkalier, som orsakar kondensation och nedbrytning av föreningen.

## Framställning
Kinon kan lätt framställas genom oxidation av hydrokinon eller tekniskt genom oxidation av anilin. Den senare metoden används numera restriktivt med hänsyn till dess miljörisker.
Oxidation av hydrokinon är den snabba och bekväma metoden och därför önskvärd för laboratoriebehov. 1,4-bensokinon kan framställas från hydrokinon via flera oxidationsmetoder, som t. ex. utnyttjar väteperoxid som oxidator och jod eller jodsalt som en katalysator då oxidationen sker i ett polärt lösningsmedel, t.ex. isopropylalkohol.

## Användning
Kinon är ett viktigt utgångsmaterial vid organisk syntes.